# 25 Девы
f Девы (лат. f Virginis), 25 Девы (лат. 25 Virginis), HD 109704 — одиночная звезда в созвездии Девы на расстоянии приблизительно 232 световых лет (около 71,1 парсек) от Солнца. Визуальная звёздная величина звезды — +5,869m. Возраст звезды определён как около 436 млн лет.

## Характеристики
25 Девы — белая звезда спектрального класса A0, или A3V. Масса — около 1,973 солнечной, радиус — около 1,903 солнечного, светимость — около 18,4 солнечной. Эффективная температура — около 8642 K.

## Планетная система
В 2019 году учёными, анализирующими данные проектов Hipparcos и Gaia, у звезды обнаружена планета HIP 61558 b.